# Al W. Filson
Al W. Filson (Bluffton, 27 gennaio 1857 – Lake Elsinore, 14 novembre 1925) è stato un attore statunitense.
Era il marito dell'attrice Lea Errol.

## Filmografia
- Arthur Preston Hankins – cortometraggio (1912)
- Diverging Paths, regia di Lem B. Parker – cortometraggio (1913)
- The Dancer's Redemption, regia di Colin Campbell – cortometraggio (1913)
- With Love's Eyes, regia di Lem B. Parker – cortometraggio (1913)
- A Wise Old Elephant, regia di Colin Campbell – cortometraggio (1913)
- The Tie of the Blood, regia di Lem B. Parker – cortometraggio (1913)
- An Old Actor, regia di Colin Campbell – cortometraggio (1913)
- A Welded Friendship, regia di Lem B. Parker – cortometraggio (1913)
- Lieutenant Jones, regia di Lem B. Parker – cortometraggio (1913)
- The Stolen Melody, regia di Lem B. Parker – cortometraggio (1913)
- Indian Summer, regia di Lem B. Parker – cortometraggio (1913)
- Dad's Little Girl, regia di Lem B. Parker – cortometraggio (1913)
- Mrs. Hilton's Jewels, regia di E.A. Martin – cortometraggio (1913)
- A Western Romance, regia di Lem B. Parker – cortometraggio (1913)
- The Reformation of Dad, regia di Lem B. Parker – cortometraggio (1913)
- The Tree and the Chaff, regia di Lem B. Parker – cortometraggio (1913)
- The Ne'er to Return Road, regia di Colin Campbell – cortometraggio (1913)
- The Flight of the Crow, regia di E.A. Martin – cortometraggio (1913)
- The Child of the Sea, regia di Lem B. Parker – cortometraggio (1913)
- The Rancher's Failing, regia di Fred Huntley – cortometraggio (1913)
- The Bridge of Shadows, regia di Fred Huntley – cortometraggio (1913)
- The Dandling Noose, regia di Edward LeSaint – cortometraggio (1913)
- Trying Out No. 707, regia di Edward LeSaint – cortometraggio (1913)
- The Supreme Moment, regia di Edward LeSaint – cortometraggio (1913)
- The Cipher Message, regia di Francis J. Grandon – cortometraggio (1913)
- Northern Hearts, regia di Edward J. Le Saint – cortometraggio (1913)
- The Lure of the Road, regia di Edward LeSaint – cortometraggio (1913)
- His Sister, regia di Edward LeSaint – cortometraggio (1913)
- Unto the Third and Fourth Generation, regia di Edward LeSaint – cortometraggio (1914)
- A Splendid Sacrifice, regia di Edward LeSaint – cortometraggio (1914)
- Reconciled in Blood, regia di Edward LeSaint – cortometraggio (1914)
- The Uphill Climb, regia di Colin Campbell – cortometraggio (1914)
- Memories, regia di Edward LeSaint – cortometraggio (1914)
- Kid Pink and the Maharajah, regia di Edward LeSaint – cortometraggio (1914)
- The Cop on the Beat, regia di Edward LeSaint – cortometraggio (1914)
- When Thieves Fall Out, regia di Fred Huntley – cortometraggio (1914)
- The Cherry Pickers, regia di Colin Campbell – cortometraggio (1914)
- A Flirt's Repentance, regia di Edward LeSaint – cortometraggio (1914)
- The Last Man's Club, regia di Edward LeSaint – cortometraggio (1914)
- The Baby Spy, regia di Edward LeSaint – cortometraggio (1914)
- Dawn, regia di Edward LeSaint – cortometraggio (1914)
- The Girl Behind the Barrier, regia di Edward LeSaint – cortometraggio (1914)
- Judge Dunn's Decision, regia di Edward LeSaint – cortometraggio (1914)
- Reporter Jimmie Intervenes, regia di Edward LeSaint – cortometraggio (1914)
- Footprints, regia di Edward LeSaint – cortometraggio (1914)
- When Love Is Mocked, regia di George Nichols – cortometraggio (1915)
- What Became of Jane?, regia di Edward LeSaint – cortometraggio (1914)
- The Sealed Oasis, regia di Edward LeSaint – cortometraggio (1914)
- Who Killed George Graves?, regia di Edward LeSaint – cortometraggio (1914)
- For Her Father's Sins
- A Mother's Influence
- The Truth Wagon
- The Green Idol
- 11:30 P.M., regia di Raoul Walsh – cortometraggio (1915)
- The Celestial Code, regia di Raoul Walsh (1915)
- Spettri (Ghosts), regia di George Nichols e John Emerson (1915)
- The Isle of Content, regia di George Nichols – cortometraggio (1915)
- The Scarlet Lady, regia di George Nichols – cortometraggio (1915)
- When Love Is Mocked, regia di George Nichols – cortometraggio (1915)
- A Yankee from the West
- The Man with the Iron Heart, regia di George Nichols – cortometraggio (1915)
- The Eternal Feminine, regia di George Nichols – cortometraggio (1915)
- Bred in the Bone
- The Tiger Slayer, regia di William Robert Daly – cortometraggio (1915)
- In the Midst of African Wilds, regia di Lloyd B. Carleton – cortometraggio (1915)
- The Print of the Nails, regia di George Nichols – cortometraggio (1915)
- The Love of Loti San, regia di Lloyd B. Carleton – cortometraggio (1915)
- Jungle Justice, regia di William Robert Daly – cortometraggio (1915)
- Tom Martin: A Man, regia di George Nichols – cortometraggio (1916)
- The Dragnet, regia di Frank Beal – cortometraggio (1916)
- Unto Those Who Sin, regia di William Robert Daly (1916)
- A Social Deception, regia di Thomas N. Heffron – cortometraggio (1916)
- The Cycle of Fate, regia di Marshall Neilan (1916)
- Badgered, regia di Thomas N. Heffron – cortometraggio (1916)
- At Piney Ridge, regia di William Robert Daly (1916)
- The Temptation of Adam, regia di Alfred E. Green – cortometraggio (1916)
- The Reprisal, regia di William Robert Daly – cortometraggio (1916)
- The Valiants of Virginia, regia di Thomas N. Heffron (1916)
- The Old Man Who Tried to Grow Young, regia di Thomas N. Heffron – cortometraggio (1916)
- In the House of the Chief, regia di Thomas N. Heffron – cortometraggio (1916)
- Twisted Trails, regia di Tom Mix – cortometraggio (1916)
- The Garden of Allah, regia di Colin Campbell (1916)
- Beware of Strangers, regia di Colin Campbell (1917)
- Little Lost Sister, regia di Alfred E. Green (1917)
- The Lad and the Lion, regia di Alfred E. Green (1917)
- Mountain Dew
- The Victor of the Plot, regia di Colin Campbell – cortometraggio (1917)
- The Scarlet Car
- Who Shall Take My Life?, regia di Colin Campbell (1917)
- Hands Down, regia di Rupert Julian (1918)
- String Beans , regia di Victor Schertzinger (1918)
- Widow by Proxy, regia di Walter Edwards (1919)
- L'isola del tesoro (Treasure Island), regia di Maurice Tourneur (1920)
- Hairpins
- Homespun Folks, regia di John Griffith Wray (1920)
- Chickens
- Made in Heaven, regia di Victor Schertzinger (1921)
- The Girl from God's Country, regia di Nell Shipman, Bert Van Tuyle (1921)
- Watch Him Step
- Monte Cristo